# 관공
관공(貫公, ?~?)은 전한 중기의 유학자로, 조국 사람이다.
가의의 밑에서 《좌전》을 익혔고, 하간헌왕의 박사(博士)를 지냈다. 아들 관장경에게 좌전을 전수하였다.

## 출전
- 반고, 《한서》 권88 유림전